# Луї Блеріо
Луї́ Бле́ріо  (фр. Louis Charles Joseph Blériot; 1 липня 1872 — 1 серпня 1936) — французький винахідник, авіатор, підприємець; на літаку власної конструкції «Блеріо XI» першим перетнув Ла-Манш (25 липня 1909 р.).

## Біографія
Луї Блеріо отримав інженерну освіту у паризькій l'École Centrale в 1895 році і заснував власне виробництво ацетиленових ліхтарів. У 1900 він побудував орнітоптер, який так і не піднявся у повітря, а 1907 — перший аероплан. У 1903—1906 роках проводив випробування літальних апаратів разом з Шарлем Вуазеном. У мрію літати він інвестував десять років свого життя та усі свої статки.
Влітку 1908 Блеріо став свідком французького турне Вілбера Райта і був вражений якістю пілотування американця, яке вважав на голову вищим сучасників-французів. Інший свідок польотів Райта, англієць лорд Норткліфф, власник газети «Daily Mail», оголосив премію у 1000 фунтів тому, хто першим перетне Ла-Манш на аероплані. Райт, тоді пов'язаний контрактами у Європі, здавався найбільш здатним із претендентів, але навесні 1909 він повернувся до свого бізнесу у США і вибув із перегонів за призом Норткліффа. 19 липня 1909 у повітря піднявся Г'юберт Латам, англієць, що жив у Франції, але його мотор заглухнув на півдорозі; приводненого Латама врятували французькі моряки.
Новий літак Блеріо під назвою назву «Bleriot XI» мав двигун на 25 кінських сил. У супроводі лише кількох друзів та співробітників у ніч на 25 липня 1909 Блеріо відбуксував нову модель моноплана на місце відльоту — поле в Кале. О 4:35 ранку Блеріо піднявся в повітря. На половині дороги вітер зніс його курс на північ, у відкрите море, але Блеріо вчасно зауважив недобре за курсами кораблів на морі та повернув на захід, до Дувру. Через 37 хвилин, подолавши 23 милі, Блеріо успішно приземлився на англійській землі. В ті дні газета «Daily Mail» нагородила Блеріо тисячею фунтів стерлінгів та дала статті заголовок: «Англія — більше не острів».
Перемога Блеріо у той час була сприйнята, зокрема, як перемога моноплана, популярного серед авіаторів-французів, над біпланом англійців і американців. За місяць Блеріо зібрав сотню замовлень на випуск свого моноплана; кожен планер (без двигуна) коштував покупцям 850 американських доларів. У вересні 1910 на авіашоу в Реймсі, яке залучило до півмільйона глядачів, Блеріо переміг Глена Кертіса, встановивши рекорд швидкості 77 км/год.

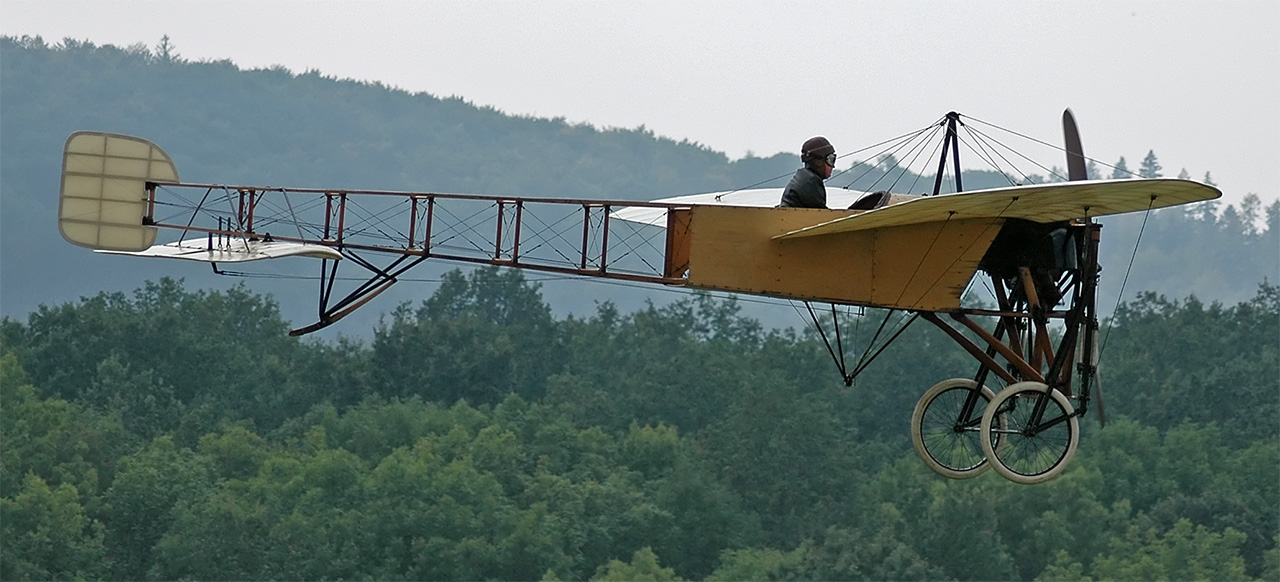
Blériot XI побудований у 1914—1918 роках

Літак, у якому Блеріо перетнув Ла-Манш, був його одинадцятим створенням; на відмінок від Райтів, що роками доводили до досконалості одну й ту ж базову конструкцію, Блеріо випробував найрізноманітніші конструкції; його біплани виявилися невдалими, у серію пішов лише Blériot XI, спроектований Раймондом Солньє. Машина вперше піднялася у повітря 23 січня 1909 року . У 1911 році Blériot XI, керований Ерлом Овінгтоном, став першим поштовим літаком США. 21 вересня 1913 Адольф Пегу, заводський випробувач Блеріо, зробив на Blériot XI мертву петлю. Нова конструкція моноплана Блеріо-Солньє була нестабільна у повітрі і небезпечна при посадках, що врешті-решт призвело до її заборони у військах Франції й Великої Британії у 1912 році. Проте саме на базі конструкції Blériot ХІ у 1915 році був випущений літак Fokker Eindecker — перший та успішний зразок спеціально спроектованого винищувача.
У 1913 році консорціум на чолі з Блеріо викупили активи великої фірми Société pour les Appareils Deperdussin. У 1914 компанія була перейменована у Société Pour L'Aviation et ses Dérivés (SPAD). SPAD у роки Першої світової війни випустила понад 10000 літаків, що використовувались у союзних країнах. Після закінчення війни Блеріо започаткував власне виробництво мотоциклів, що не мало успіху. Виробництво єдиної 500-кубової моделі було припинено 1923-го.
Компанія Blériot Aéronautique, спадкоємець SPAD і Blériot-SPAD, розбудовувала літаки й у повоєнний період, у тому числі
- Blériot 115, 135, 155, 165 — експериментальні чотиримоторні пасажирські літаки 1923—1926 років
- Blériot 127 — серійний двомоторний бомбардувальник 1926 року
- Blériot 125 — експериментальний двомоторний, двохфюзеляжний пасажирський літак 1931 року
- Blériot 5190 — експериментальний трансатлантичний літаючий човен 1933 року

Помер 1 серпня 1936 у Парижі від інфаркту міокарда, похований на цвинтарі Гонар у Версалі.

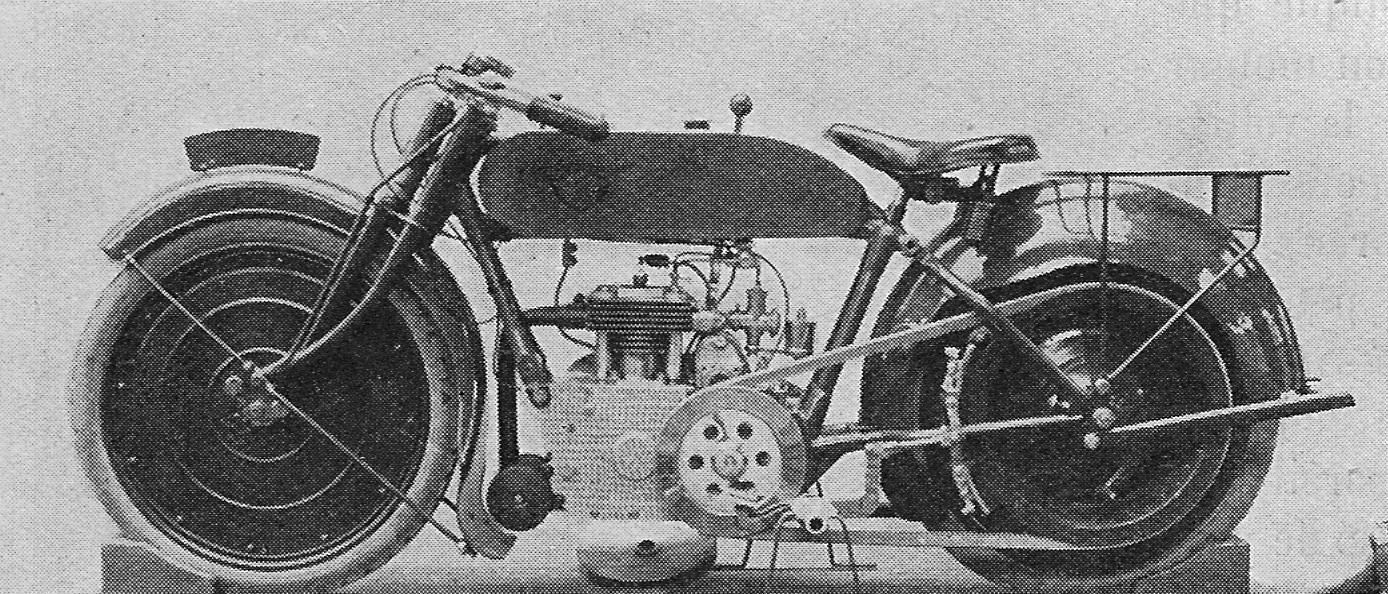
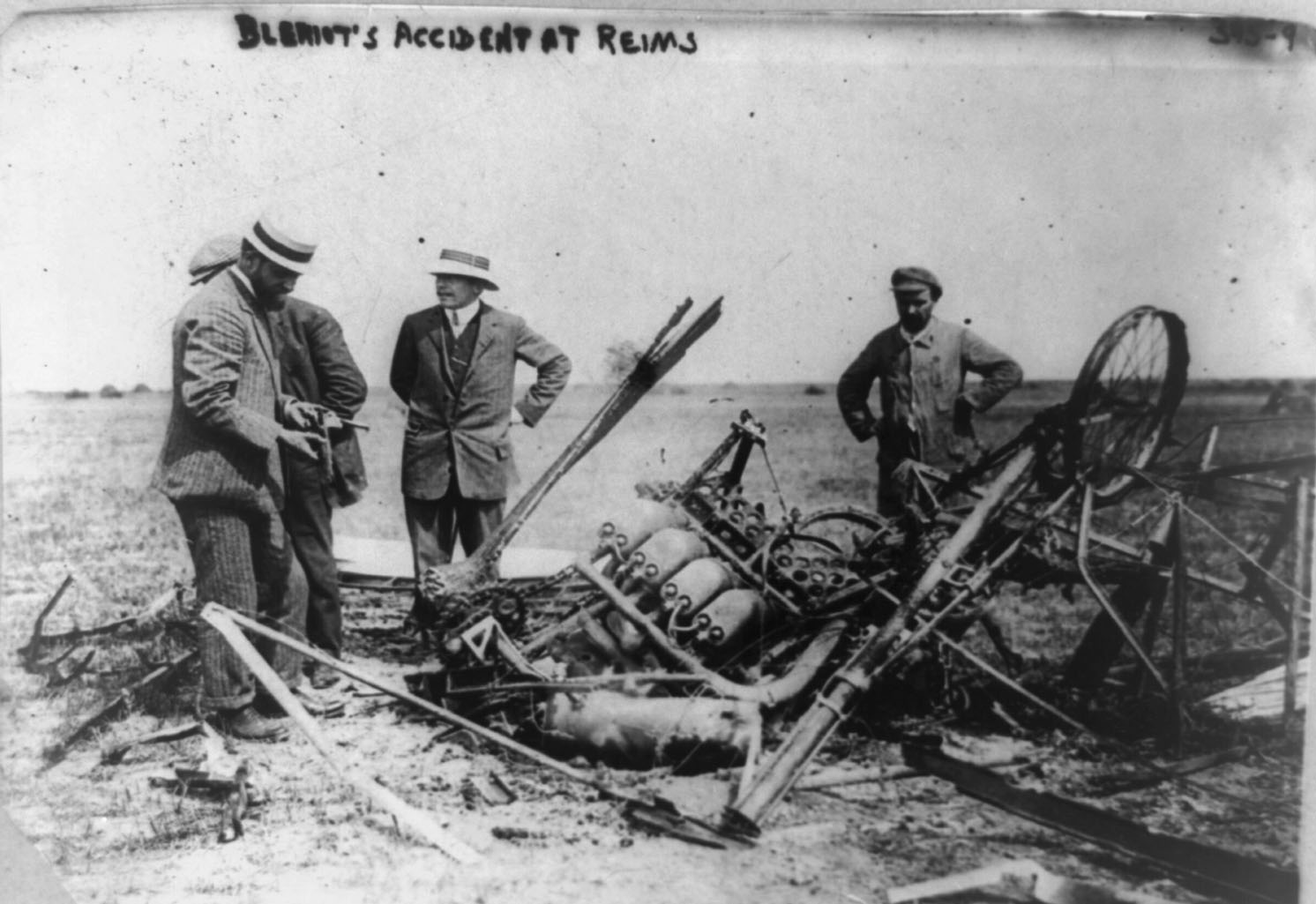

## Виноски
1. 1 2 3  Bibliothèque nationale de France BNF: платформа відкритих даних — 2011.
2. ↑  Louis Charles Joseph Bleriot — ministère de la Culture.
3. 1 2  Deutsche Nationalbibliothek Record #118659049 // Gemeinsame Normdatei — 2012—2016.
4. ↑  SNAC — 2010.
5. ↑  Find a Grave — 1996.
6. ↑  https://www.landrucimetieres.fr/spip/spip.php?article324#nh1
7. ↑  У Франції і Британії святкують сторіччя перельоту через Ла-Манш. Deutsche Welle. Архів оригіналу за 27 січня 2012. Процитовано 25 липня 2009.